# Live Killers
Live Killers is een live-album van de rockband Queen. Het is een weergave van de tournee door Europa in 1979. Het album is in 1979 uitgebracht op een dubbel-LP en twee cassettes en in 1986 heruitgebracht op twee cd's.

## Tracklist
1. We Will Rock You (fast)
2. Let Me Entertain You
3. Death on Two Legs (Dedicated to...)
4. Killer Queen
5. Bicycle Race
6. I'm in Love with My Car
7. Get Down, Make Love
8. You're My Best Friend
9. Now I'm Here
10. Dreamer's Ball
11. Love of My Life
12. '39
13. Keep Yourself Alive
14. Don't Stop Me Now
15. Spread Your Wings
16. Brighton Rock
17. Bohemian Rhapsody
18. Tie Your Mother Down
19. Sheer Heart Attack
20. We Will Rock You
21. We Are the Champions
22. God Save the Queen

Het is overigens onbekend waar de verschillende nummers zijn opgenomen, zelfs Queen Productions weet niet waar de verschillende opnames vandaan komen. Door vergelijkingen te maken met bootlegs, is ondertussen wel van een aantal nummers duidelijk waar ze zijn opgenomen. Sommige nummers zijn zelfs samengesteld uit meerdere concertopnamen.